# Venice Bitch
"Venice Bitch" é uma canção da cantora e compositora norte-americana Lana Del Rey. Lançada em 18 de setembro de 2018, por intermédio da Polydor Records e Interscope Records, serviu como o segundo single de seu sexto álbum de estúdio, Norman Fucking Rockwell (2019). A canção foi escrita por Del Rey e Jack Antonoff.

## Antecedentes
Em 12 de setembro de 2018, a revista The Fader anunciou que a canção seria lançada em setembro de 2018 como segundo single do álbum. Em 17 de setembro, Del Rey compartilhou uma prévia da canção em seu perfil do Instagram, acompanhada de um videoclipe em estilo vintage, e anunciou que a canção seria lançada na rádio Beats 1, apresentada por Zane Lowe.

## Composição
Sendo a faixa de duração mais longa de Del Rey, "Venice Bitch" é descrita como uma canção de folk rock e pop psicodélico. Jon Blistein, da Rolling Stone, disse que a canção "começa como uma balada tenra, onde Del Rey desenrola sua mistura única de amor jovem e a música Americana contemporânea. No meio do caminho, no entanto, a canção se transforma num improviso de pop psicodélico." Para a mesma publicação, Greil Marcus comparou-a com músicas da década de 1960, incluindo "Surfer Girl" e "In My Room", da banda The Beach Boys, "Lucynda", de Randy Newman e "Crimson and Clover", do grupo Tommy James.
Risa Bruner, da revista Time, notou que a "faixa tem muitas surpresas, que vão desde interlúdios distorcidos a sons de sintetizadores suaves"." A publicação Stereogum comparou-a com a letra de "Born to Die", mas com uma produção que conta com mais elementos de música pop que a anterior.

## Recepção crítica
"Venice Bitch" recebeu aclamação generalizada da crítica, a qual elogiou a confluência de gêneros distintos. Selecionando a canção como um dos melhores lançamentos da semana, Sam Sodomsky, da Pitchfork, escreveu: "O segundo single de Del Rey é diferente de tudo que já escreveu, mas leva um tempo para perceber. "Venice Bitch" é uma das canções mais longas do catálogo de Del Rey, mas também a mais emocionante. Embora seu trabalho nunca tenha sido minimalista, ela nunca se permitiu mergulhar tão completamente numa atmosfera. Ao lado de guitarras e sintetizadores, fala com tanta clareza que consegue dividir sua narrativa em duas metades alucinatórias." A publicação Stereogum selecionou a faixa como os cinco melhores lançamentos da semana, dizendo: "Não importa o quanto essa música seja experimental, esquisita e direta, ela vai fazer acontecer."
Escrevendo para a coluna mensal da Rolling Stone, Greil Marcus escreveu: "[A canção] abre como uma carta de amor, de forma prosaica e direta. Então, com pouco mais de dois minutos, começa a rodopiar e você pode estar a ouvir um caso que começou anos atrás ou que ainda irá começar." Will Hermes, para a mesma publicação, afirmou que "Venice Bitch é "a canção mais experimental que ela já fez e ainda parece muito curta."
Lauren O'Neill, da publicação Vice, escreveu: "A música, em particular, com quase dez minutos de duração, soa como uma completa destilação de tudo que amamos em Del Rey. Suas letras estão firmemente enraizadas na imagem americana pelas quais é adorada. Del Rey aperfeiçoou sua habilidade incomparável de melhorar sua imagem em poucas palavras."

### Reconhecimento
| Publicação     | Posição | Ref.   |
| -------------- | ------- | ------ |
| Crack Magazine | 2       | [ 11 ] |
| Dazed          | 8       | [ 12 ] |
| Esquire        | —       | [ 13 ] |
| Hot Press      | 16      | [ 14 ] |
| Idolator       | 1       | [ 15 ] |
| Vice           | 4       | [ 16 ] |
| Paper          | 3       | [ 17 ] |
| Pitchfork      | 37      | [ 18 ] |
| Slant Magazine | 21      | [ 19 ] |
| Spin           | 3       | [ 20 ] |
| Uproxx         | 11      | [ 21 ] |

### Créditos
Todo o processo de elaboração de "Venice Bitch" atribui os seguintes créditos:
Produção
- Lana Del Rey – vocais
- Jack Antonoff – bateria, programação, violão, guitarra, sintetizadores, teclados, piano, engenharia de gravação e mixagem
- Laura Sisk – engenharia de gravação, mixagem
- Jon Sher – engenharia de gravação, mixagem
- Derrick Stockwell – engenharia de gravação assistente
- Chris Gehringer – masterização
- Will Quinnell – engenharia de masterização assistente